# Mamma Mirabelle
Mamma Mirabelle är en brittisk animerad TV-serie från 2007 som handlar om liten elefant som har åkt runt i hela världen och filmat olika djur. Dessa filmer visar hon sedan, med hjälp av en eldflugor som filmprojektor, för sin son Max och hans vänner Bo och Karla och en mängd andra djur. Mamma Mirabelle brukar säga så här när hembion skall börja:
"Eldflugor...Ge mig ljus!". 
Mamma Mirabelles vill få fart på Max, Bo och Zebrans hjärnceller, så de får lite större tankeförmåga. Bo är en liten leopard, medan Max är en liten elefant. Karla är en liten zebra. Mamma Mirabelle tröstar barnen genom att trumpeta, slå dem, och föra lite oväsen. 
Filmklippen som Mamma Mirabelle visar kommer från BBC Natural History Unit och National Geographic.